# Rock wagnérien
Le rock wagnérien est un terme musical originellement utilisé par le producteur et compositeur Jim Steinman (pour décrire la trilogie des albums intitulée Bat Out of Hell de Meat Loaf) se référant au lancement du rock 'n' roll au vingtième siècle, à l'opéra de Richard Wagner, et à l'effet Wall of Sound de Phil Spector,. Le terme est souvent utilisé avec ambiguïté par la presse spécialisée pour décrire la version teutonique du genre, ou les paroles de fantasy. Des musiciens, groupes, et chansons décrits comme wagnériens incluent Patti Russo, Faster Than the Speed of Night de Bonnie Tyler, le groupe de metal progressif Savatage, Trans-Sibérian Orchestra, Original Sin de Pandora's Box, et le producteur et auteur-interprète Phil Spector, les groupes de rock progressif Pink Floyd et King Crimson ; et le groupe de metal industriel Rammstein. Mais le groupe qui se rapproche le plus de ce terme de rock wagnérien est issu de France, Magma, formé en 1969 par le batteur Christian Vander, on y retrouve le kobaïen, une langue construite inventée par Vander. Ce qui le rapproche beaucoup des œuvres de Wagner, ainsi que du jazz de John Coltrane, qui a toujours été une influence majeure dans le travail du batteur Christian Vander.